# THE GODFATHER2
『The GODFATHER 2』（ゴッドファーザー2）は、2009年4月16日にエレクトロニック・アーツから発売されたクライム・アクションゲームである。1974年に制作された、映画『ゴッドファーザー PART II』を基にしたものである。対応機種は、プレイステーション3、 Xbox 360とMicrosoft Windows。2006年（日本では2007年）に販売された『ゴッドファーザー』の続編でもある。

## 概要
物語の舞台は1958年から1959年のニューヨーク、マイアミ、キューバの首都ハバナである。マップは簡略されているが、当時の街並みを再現している。

## ストーリー
1958年12月31日に主人公・ドミニクやファミリーのメンバーがキューバ滞在中に当時のバチスタ政権が革命軍によって倒されるキューバ革命が起きる。戦火から逃れる為、急いで空港へと向かうが道中に革命軍と戦闘になりつつも無事に空港へ辿り着くが到着後、待機していた旅客機に向かう最中にファミリーのボス(前作の主人公)が革命軍のスナイパーによって射殺されてしまう。それでもドミニクはドン・マイケル・コルレオーネとフレドを連れて旅客機に乗り込みアメリカへ帰国、しかしボスを失い後ろ楯を無くしたドミニクはドン・マイケル・コルレオーネからファミリーのボスに任命される。ボスとなったドミニクはニューヨーク、マイアミ、キューバを股にかけ、コルレオーネ・ファミリーの勢力拡大のために敵対ファミリーとの抗争に注力することになる。

## システム
- 主人公の顔やスタイル、服装を自由にカスタマイズが可能。
- 用心棒、破壊、火付け、衛生士、金庫破り、機械技師の能力を備えた部下を持つことが可能であり、彼らに対して命令もできる。
- マップはドンズ・ビューと呼ばれ、これを使用して自分や部下の能力強化や街の情報を入手したり、部下への司令・クルーにするなどが可能。また、部下をカポやアンダーボスに昇進させて、能力拡大をすることが出来る。
- ライバル・ファミリーが警備しているダイナー、レストラン、倉庫、工事現場、ディスコ、カジノを制圧することにより、収入が増えたり自らの組織をより強化することができる。
- 制圧した施設には部下を有料でガードマンとして配置できる。また敵対組織に襲撃された際は幹部を現場に向かわせて鎮圧させることができる。
- 各シンジゲートを手に入れることにより、装甲車、攻撃のダメージが上昇するなどのボーナスが貰えるが、一箇所でも敵に奪い返されたり爆破されると、取り返す又は修理が終了するまでそれが使用不可能になる。
- 敵対する各ファミリーのシンジゲートや店舗を全部入手後、彼らの所有する屋敷の門が開き制圧が可能になる。また、爆破すると、それぞれのファミリーが全滅し家も自分のものとなる。

## 堕落職員
- 各地にいる警察署長や裁判官、FBI捜査官等の公務員から暗殺や施設爆破などの依頼を受け、目標達成すると、彼らの公権力を利用した見返りがもらえる。
- 一回クリアすると有料で見返りを買うことができる。

## エリア
- ストーリーが進むと3都市の移動が可能になる。

### マイアミ
- ハイマン・ロスが住んでいる。

### ハバナ
- キューバの首都
- ストーリー終盤で行くことになる。

## 登場人物
ドミニク
本作の主人公。 コルレオーネ・ファミリーの幹部。
ドン・マイケル・コルレオーネ
コルレオーネ・ファミリーのドン。ドミニクに多大な信頼を寄せている。
フレド
マイケルの兄弟。ストーリー中盤でマイケルを裏切ってしまう。
トム・ハーゲン
ドミニクの相談役(コンシリエーリ)。主人公に色々なアドバイスをする。
ハイマン・ロス
マイアミに居住する人物でマフィアの大物。キューバ政府の協力者でありストーリーの最終にマイアミ空港にてドミニクに殺害される。
ミッチェル
CIAのエージェント。フィデル・カストロ国家評議会議長の暗殺をドミニクに依頼するがストーリー終盤で殺害される。
アルメイダ
コルレオーネ・ファミリーの敵対組織のリーダー。ハバナ郊外に大きな私邸があるがストーリー終盤にドミニクに爆破され自身も死亡する。
フィデル・カストロ
キューバの国家評議会議長。宮殿でドミニクに銃で撃たれ負傷するが幸い命をとりとめた。

## 登場武器

### 銃器

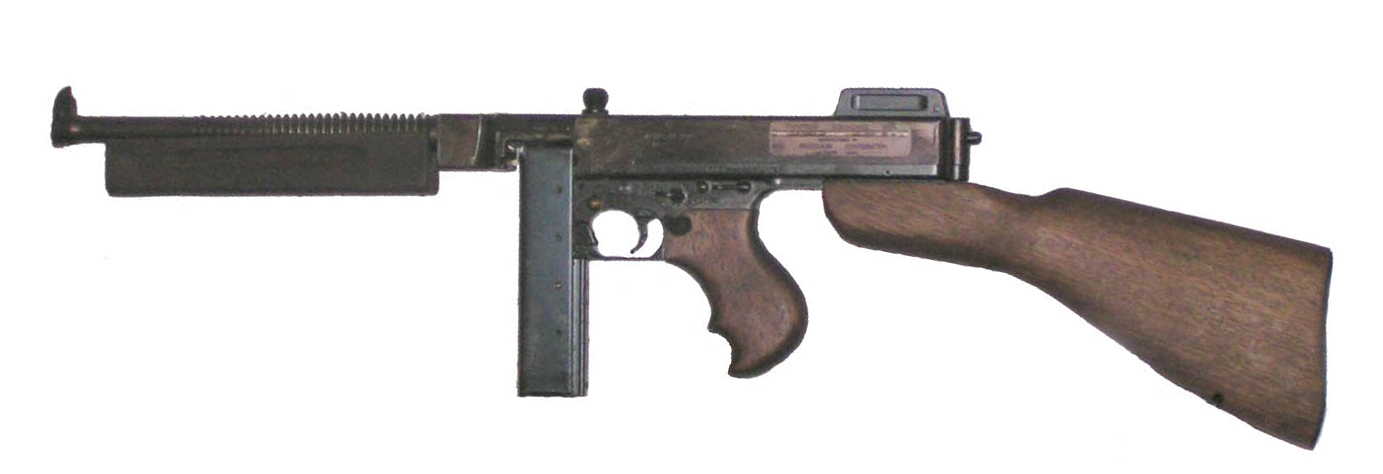
トミーガン

各レベルを上げることで、性能が向上する。全部で3段階ある。
- ピストル

通常のピストル、消音銃、デルタM1911がある。
- マグナム (実包)

殺傷能力が高い。 .357マグナム、.44マグナム、.501マグナムがある。
- ショットガン

至近距離からの攻撃に最適。通常のショットガン、ソードオフ、スコフィールドがある。
- アサルトライフル

トミーガン、MP38、AK‐47がある。
- ライフル

スピッツァー、SR-98がある。
- 狙撃銃

スナイパーライフル。

### 爆発物
- 火炎瓶

殺傷能力は比較的高い。
- 爆弾

設置後数秒で爆発する。威力は高いが、敵に向かって投げると逃げるので、使い勝手は良くない。
- ダイナマイト

こちらも仕掛けて数秒後に爆発する。殺傷能力は、爆弾と変わらない。

### 近接武器

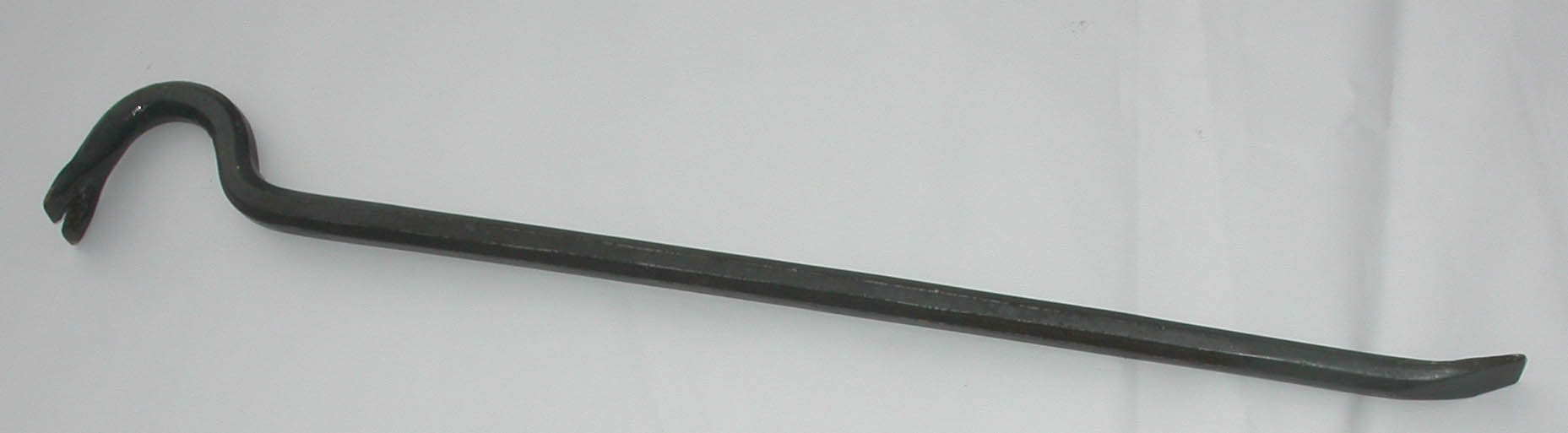
バール

ロープ以外は、フロリダにあるベリー質屋で買うことができる。連続して使い続けると壊れる。 
- ロープ

背後から相手に気づかれないように殺害するために使う武器。
- バット (野球)

一部敵が所持している。
- 警棒

警察官が所持している以外に警察署に置いてある。
- タイヤレバー
- ビリヤードスティック
- ツー・バイ・フォー
- ゴルフクラブ
- バール (工具)

### その他投擲武器
拾って投げる使い捨ての武器。
- ガラス瓶
- ワイングラス

## 登場車両
エリアにより走っている車が違う。

### 4ドア車

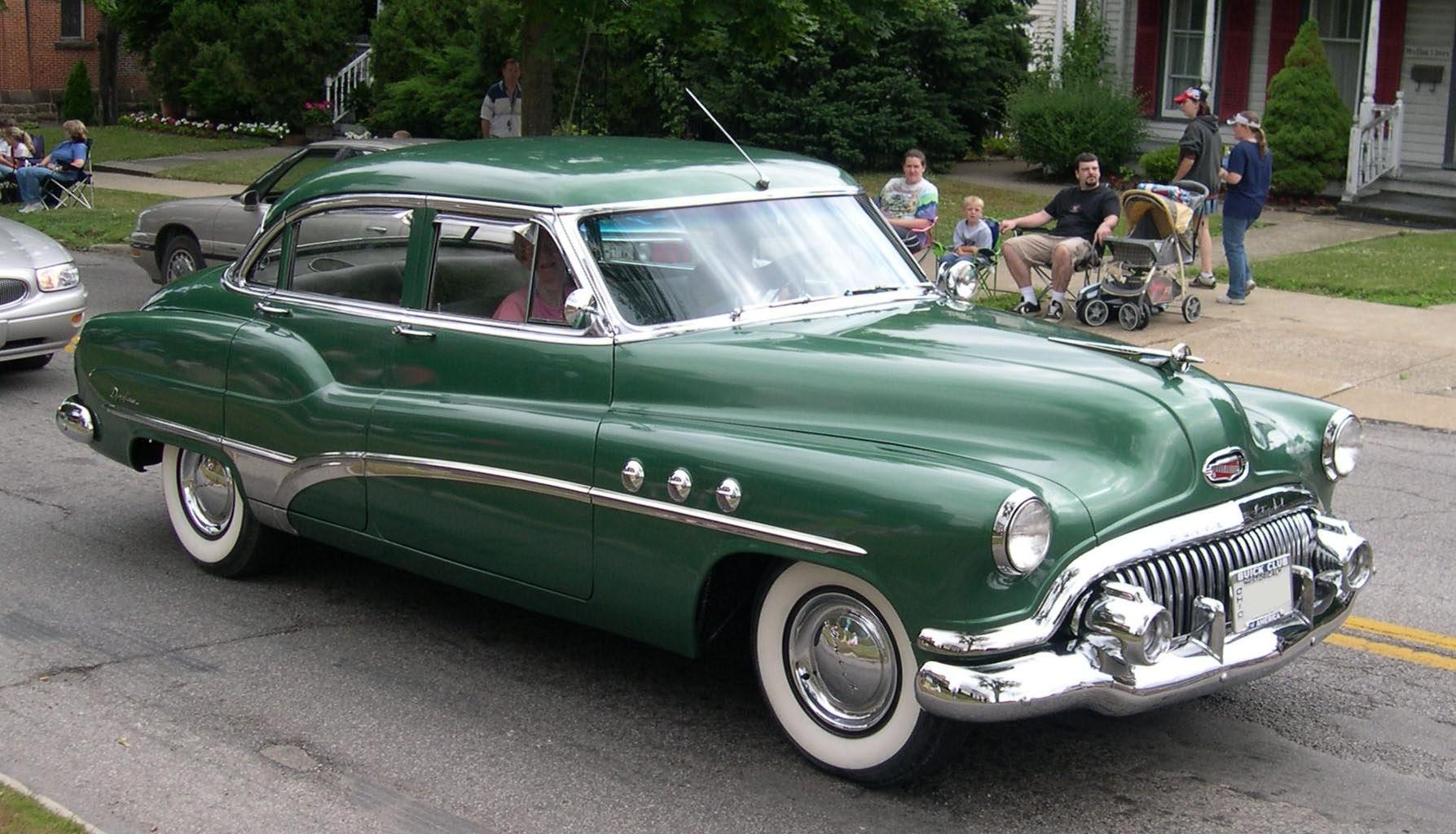
ビュイック・スーパー

- 1951 ビュイック・エイト
- 1949 ビュイック・スーパー

- 1968 キャデラック・デビル・セダン

主人公の自宅や、コルレオーネ・各組織の屋敷に駐車されている。装甲車仕様も存在する。
- 1960 シボレー・インパラ
- 1968 メルセデス・ベンツ・230

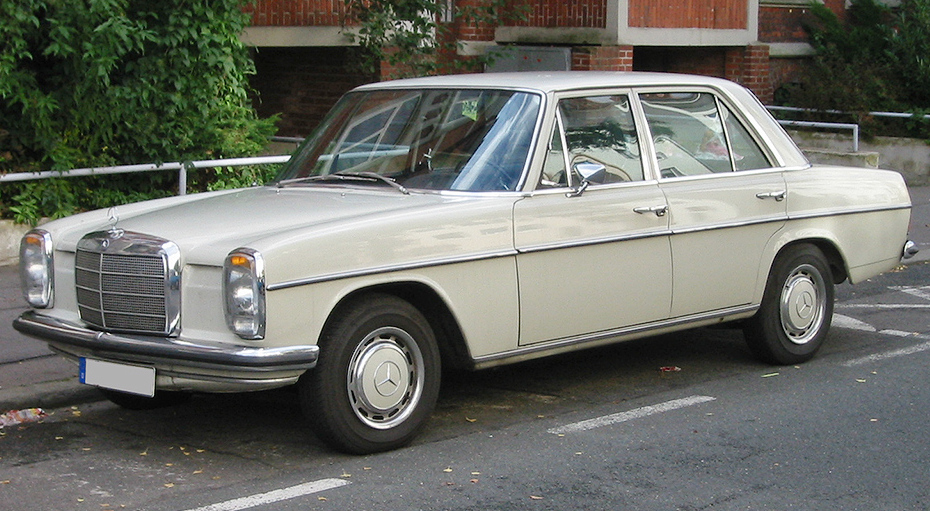
メルセデス・ベンツ・230

- 1970 ポンティアック・テンペスト・ステーション・ワゴン

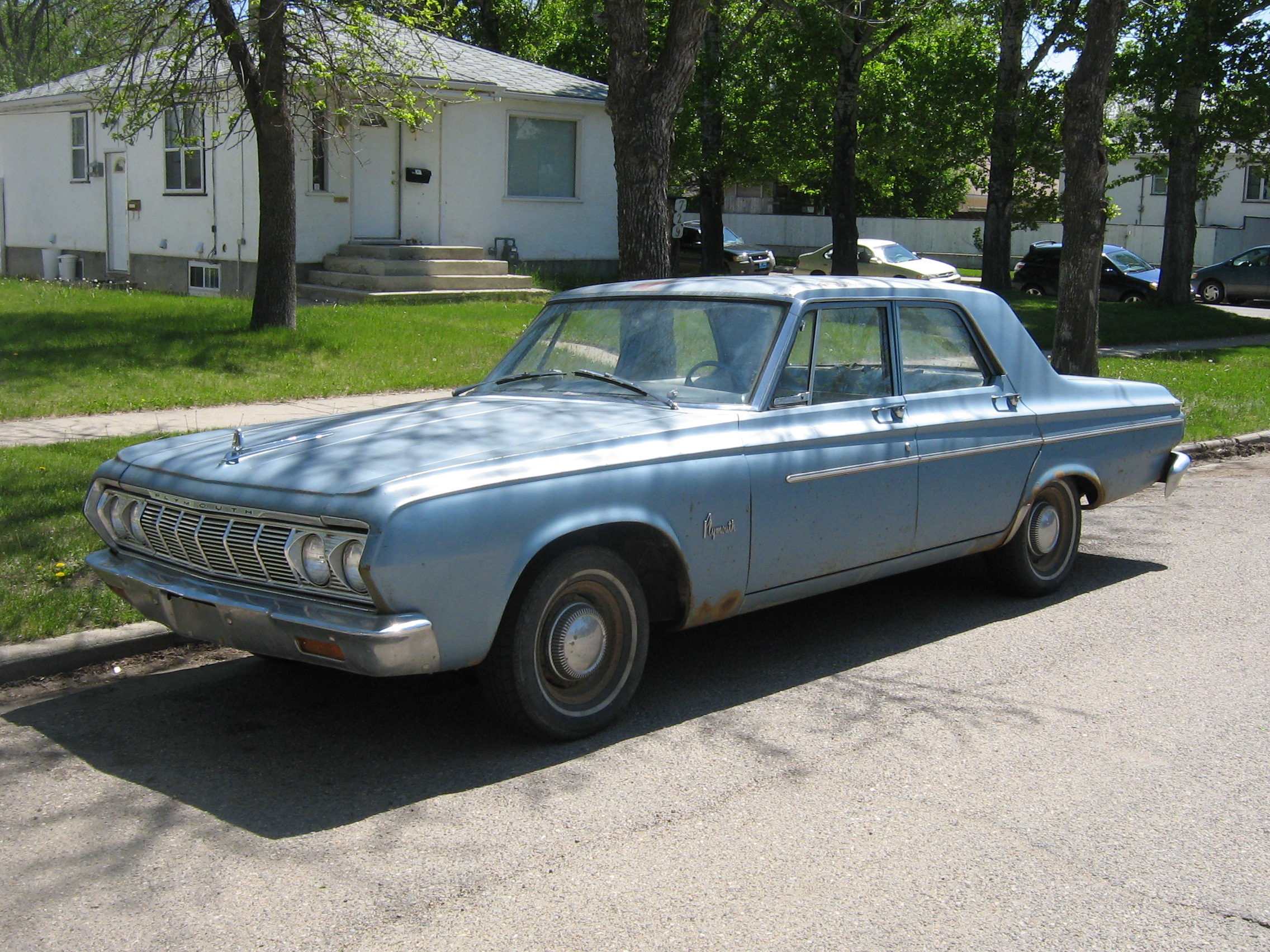
プリムス・サボイ

- 1963 プリムス・サボイ

イエローキャブ 。

### クーペ
- シボレー・コルベット・C2

スポーツカー。
- 1963 シボレー・コルベット・ロンディン・SX
- 1970 ダッジ・スーパービー

2ドア車。
- 1967 フォード・マスタング
- 1968 ポンティアック・GTO

### 商用車

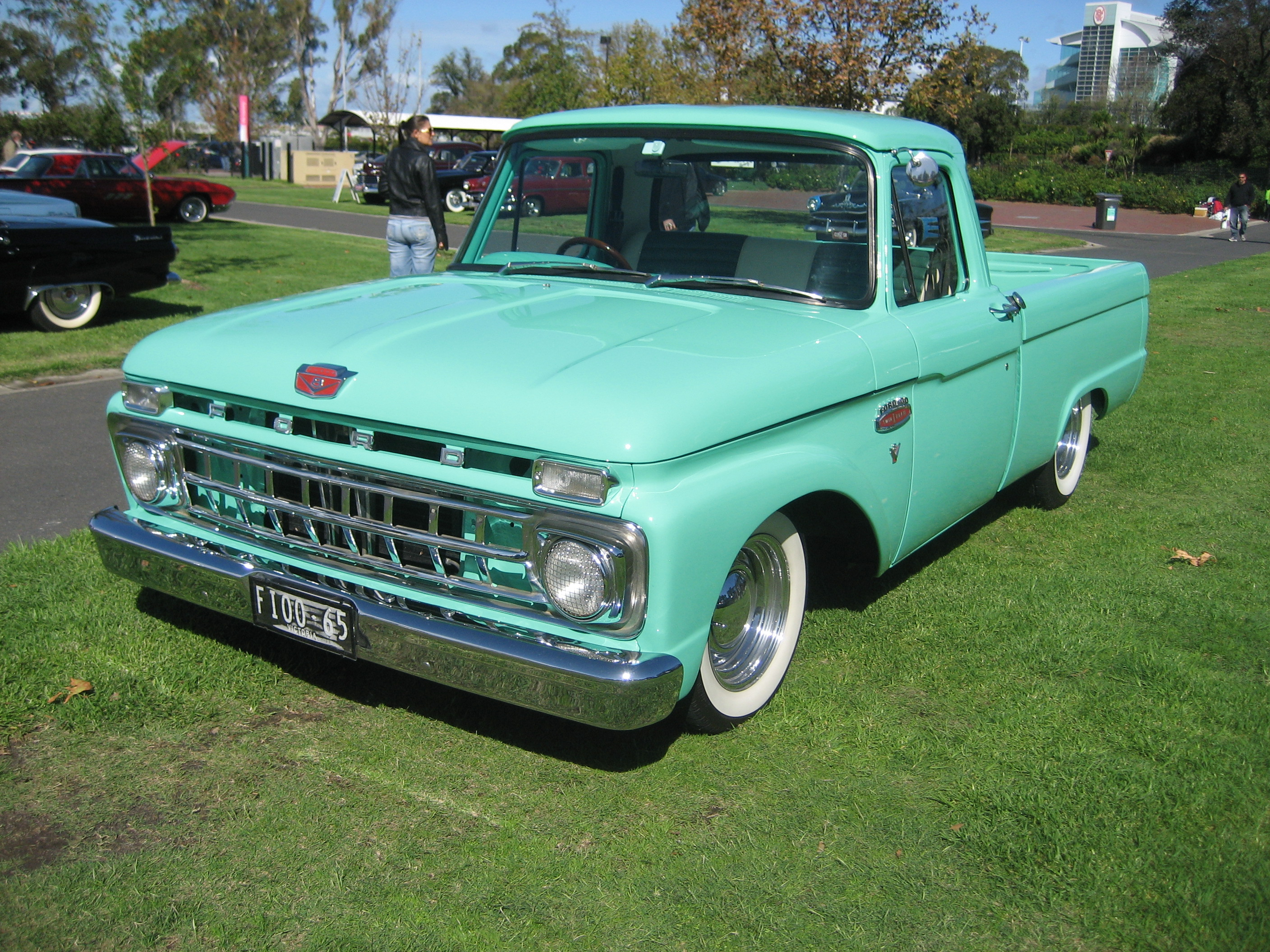
F-100

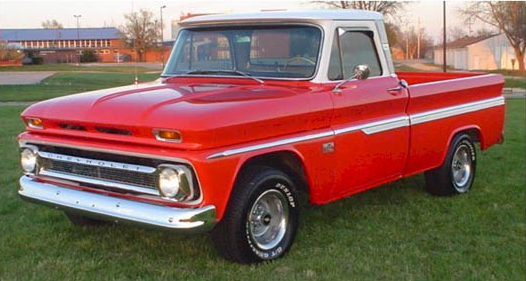
GMC・1トン

- シボレー・C・シリーズ

トラック。
- 1969 フォード・エコノライン
- 1963 フォード・F・100

ピックアップトラック。
- 1964 GMC・1トン

小型トラック。タンクローリー・レッカー車タイプとが存在する。

### 警察車両

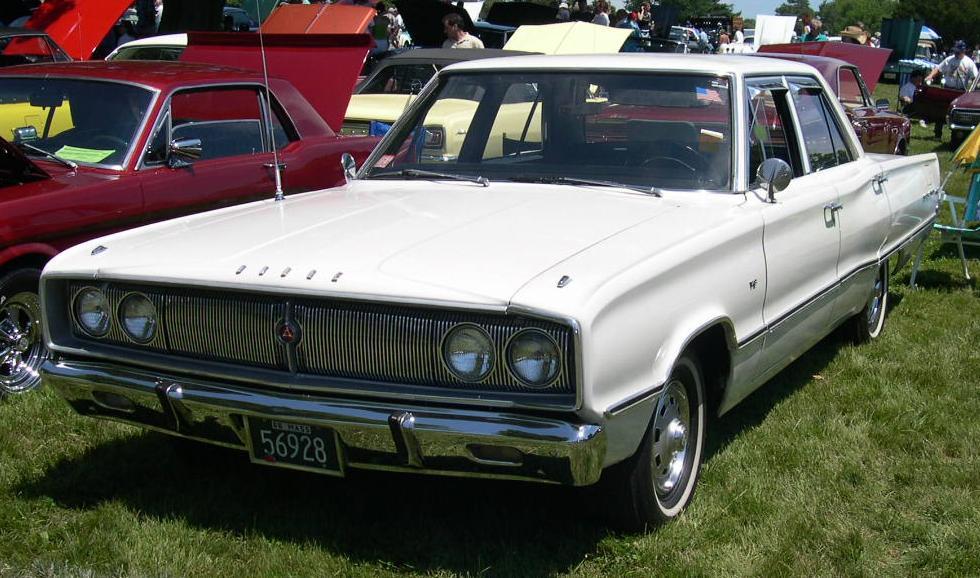
ダッジ・コロネット

- 1963 ダッジ・コロネット

警察車両。手配された際に警察官が乗ってくる。ニューヨークとマイアミの警察署に駐車されている。
- GMC・バリュー・バン

SWAT隊員の輸送バン。最終ミッションのみ登場する。

### 軍用車両

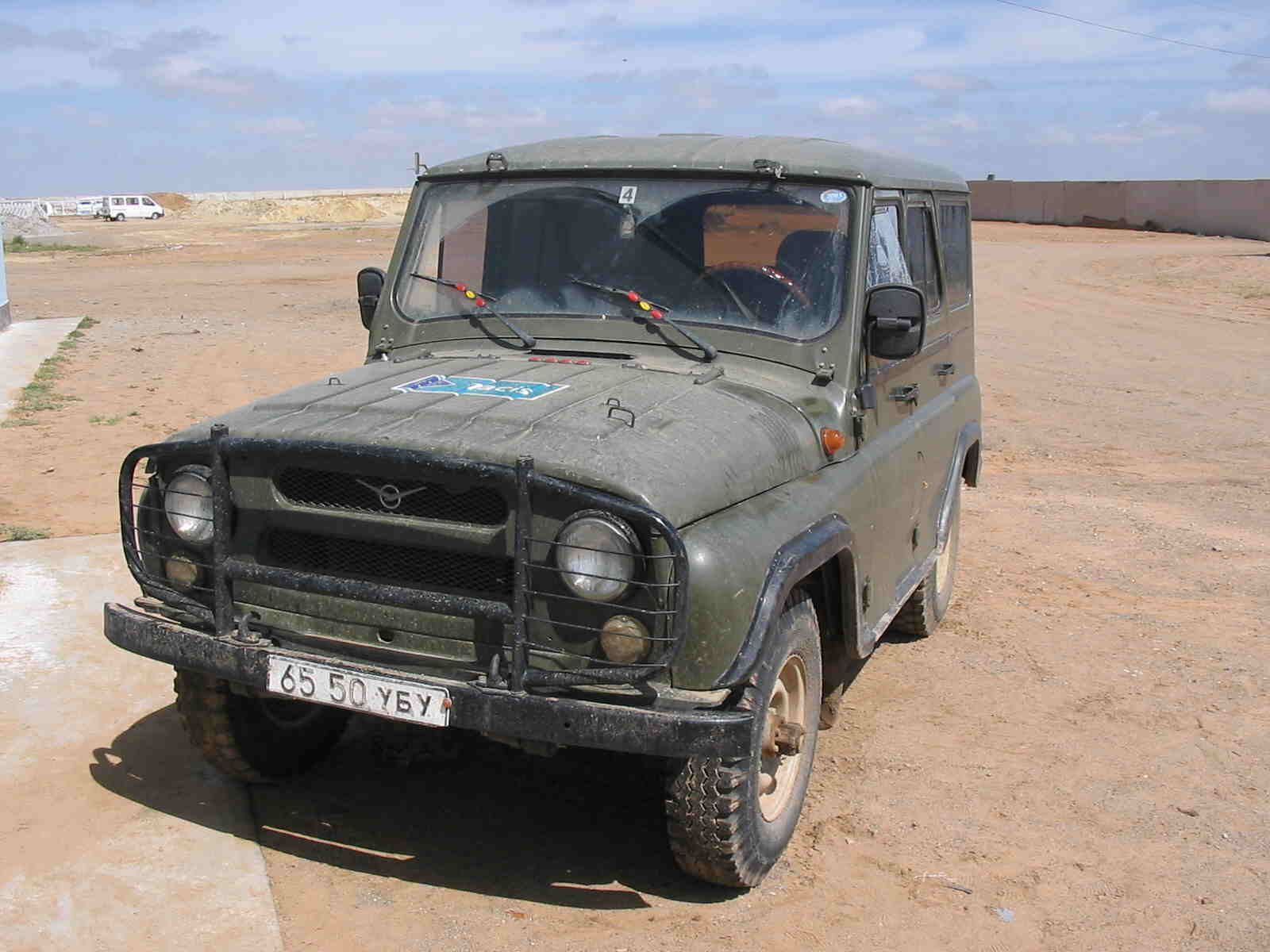
UAZ-469

- 1969 GAZ 63

キューバ革命軍が使用している輸送トラック。手配された際に兵士が乗ってくる。アルメイダの自宅や警察署に駐車されている。
- UAZ-469

キューバ革命軍の偵察用のジープ。この車も手配された際に兵士が乗ってくる以外にもアルメイダの自宅に駐車されていたり警察署に止められている。

## ラジオ局
3都市により異なる曲が流れる。

### キューバ
ラテン・ジャズ
- Entre Amigos
- Juan Carlos Gabriel Montes & Padilla Rincon - El Estadero
- Harry Bluestone - Samba Days
- Harry Bluestone - Tropicana
- Hector Serrano - Azucar
- Juan Carlos Gabriel Montes & Padilla Rincon - Guajira Cubana

## 日本語版
- 日本語版はコンシューマ機（プレイステーション3、Xbox 360）用のみで、PC版については開発・販売共にされず、日本語化パッチや日本語化MODについても全く存在していない状況である（2013年4月1日時点）。ちなみに前作では、PC版も完全日本語版が開発・販売されている
- 規制されているため一般人の殺傷は出来ないように修正されている。